# Mylène Demongeot
Pour les articles homonymes, voir Demongeot.
Mylène Demongeot, née le 29 septembre 1935 à Nice, (Alpes-Maritimes) et morte le 1er décembre 2022 dans le 15e arrondissement de Paris, est une actrice, auteure et productrice française.

## Biographie

### Enfance et famille
Marie-Hélène Demongeot naît le 29 septembre 1935 à Nice dans les Alpes-Maritimes.
Elle est la fille d'Alfred Jean Demongeot, né le 30 janvier 1897 à Nice, haut fonctionnaire mort en 1961 et de Claudia Troubnikova, née le 17 mai 1904 à Kharkov (Ukraine, empire de Russie), morte en 1986.
Alfred Demongeot appartient à la haute administration du ministère de l'Économie nationale, lui-même fils de Marie Joseph Marcel Demongeot, militaire de carrière, commandant d'infanterie, chef de bataillon au 76e RI, né le 13 juillet 1869 à Langres, en Haute-Marne, mort le 6 mai 1917, et de Clotilde Caroline Innocente Marie Faussone di Clavesana.
Né d'un premier mariage, le demi-frère maternel de Mylène, prénommé Léonide Ivantoff, est né à Harbin (Mandchourie, Chine) le 17 décembre 1923. Sur ses papiers officiels est inscrite la date du 17 décembre 1925, car il a été « rajeuni » de deux ans par sa mère et son beau-père pour compenser le retard qu'il avait pris à l'école à cause de leurs nombreux déménagements dans différents pays. Sa date de naissance est changée par modification de ses papiers de naissance, qui le mentionnent comme apatride, statut des Russes blancs exilés et donc de ses parents – sa mère et le premier mari de celle-ci.
Durant les années 1930, Mylène Demongeot passe son enfance à Nice, les quatre premières années dans une maison de la rue Frédéric-Passy chez sa grand-mère paternelle, ses parents habitant Paris. Fin 1939, après la déclaration de guerre, ses parents la rejoignent à Nice.
Elle est âgée de 13 ans lorsque sa famille revient à Paris et s'y installe. Durant cette période, la jeune Mylène joue intensivement du piano, prenant des cours avec Marguerite Long et Yves Nat puis s'inscrit au cours Simon, qu’elle quitte pour suivre celui de Marie Ventura.

### Carrière artistique
Parallèlement à ses premiers petits rôles au cinéma à partir de 1953, elle pose pour des photos publicitaires ou de mode et tombe amoureuse du photographe Henry Coste (1926-2011), qu’elle rencontre en 1956. Grâce à l’un de ces clichés, elle est remarquée par Raymond Rouleau, à la recherche d'un des rôles principaux, celui de « son Abigail », pour son prochain long métrage Les Sorcières de Salem. Sorti en 1957, ce film apporte le succès à Mylène Demongeot , à l'âge de 21 ans. Henry Coste divorce et l'épouse en 1958.

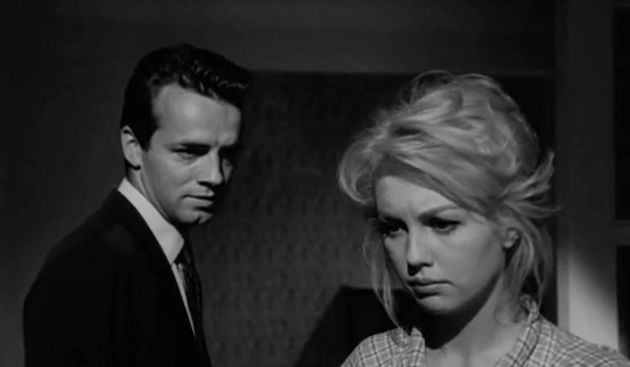
Mylène Demongeot avec Peter Baldwin en 1960 dans L'Inassouvie (Un amore a Roma en V.O.) film de Dino Risi.

À ses débuts, sa blondeur et sa grâce mutine, sa charmante moue boudeuse la font rivaliser avec une autre jeune actrice en vogue, Brigitte Bardot. Toutefois, elle se démarque de « BB », avec laquelle elle partage d'ailleurs une amitié et un même amour des animaux, en diversifiant ses emplois et choisit attentivement ses rôles. Elle tourne très tôt dans des productions étrangères et internationales, notamment dans Bonjour tristesse d'Otto Preminger en 1958 et le plus souvent en Italie. Dans ce pays, elle se hisse au rang de star populaire dès 1959 grâce au péplum La Bataille de Marathon et avec sa participation très remarquée auprès de Laurent Terzieff, dans une mémorable séquence du film Les Garçons de Bolognini.

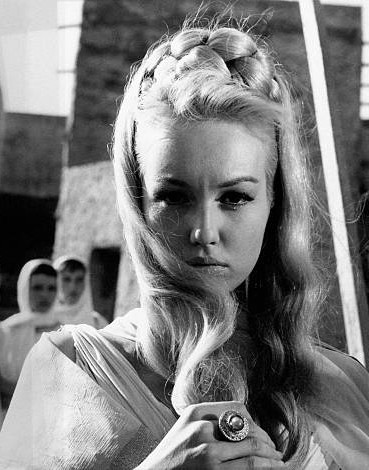
Mylène Demongeot en 1961 pendant le tournage de L'Enlèvement des Sabines, film de Richard Pottier.

Notoirement étiquetée à l'époque comme « blonde sensuelle », ses louables prestations dramatiques dans les films L'Inassouvie de Risi (1960) ou Le Cavalier noir (1961) de Baker restent ignorées par la majorité du public. Elle tente de changer radicalement de registre avec quelques rôles espiègles et attendrissants, dans les marivaudages de Deville comme À cause, à cause d'une femme ou L'Appartement des filles ; pour autant, producteurs et public semblent la préférer dans des fictions populaires en plusieurs épisodes, tels que Les Trois Mousquetaires ou les Fantomas
Mylène Demongeot partage l'écran avec quelques-uns des acteurs les plus réputés du cinéma populaire de l'époque : Jean Marais à plusieurs reprises, dont la trilogie Fantomas, Yves Montand, Henri Vidal dans Une manche et la belle et Sois belle et tais-toi, Curd Jürgens, David Niven, Steve Reeves, Roger Moore, Dirk Bogarde dans Le Cavalier noir et Docteur en détresse, Jeffrey Hunter dans L'Or des Césars et La Marine en folie, Sami Frey, Jean-Paul Belmondo, Michel Piccoli puis plus tard, Gérard Depardieu. Elle nourrit des affinités avec de grandes figures comiques de l'écran et de la scène comme Louis de Funès, Francis Blanche, Henri Salvador et Pierre Richard.

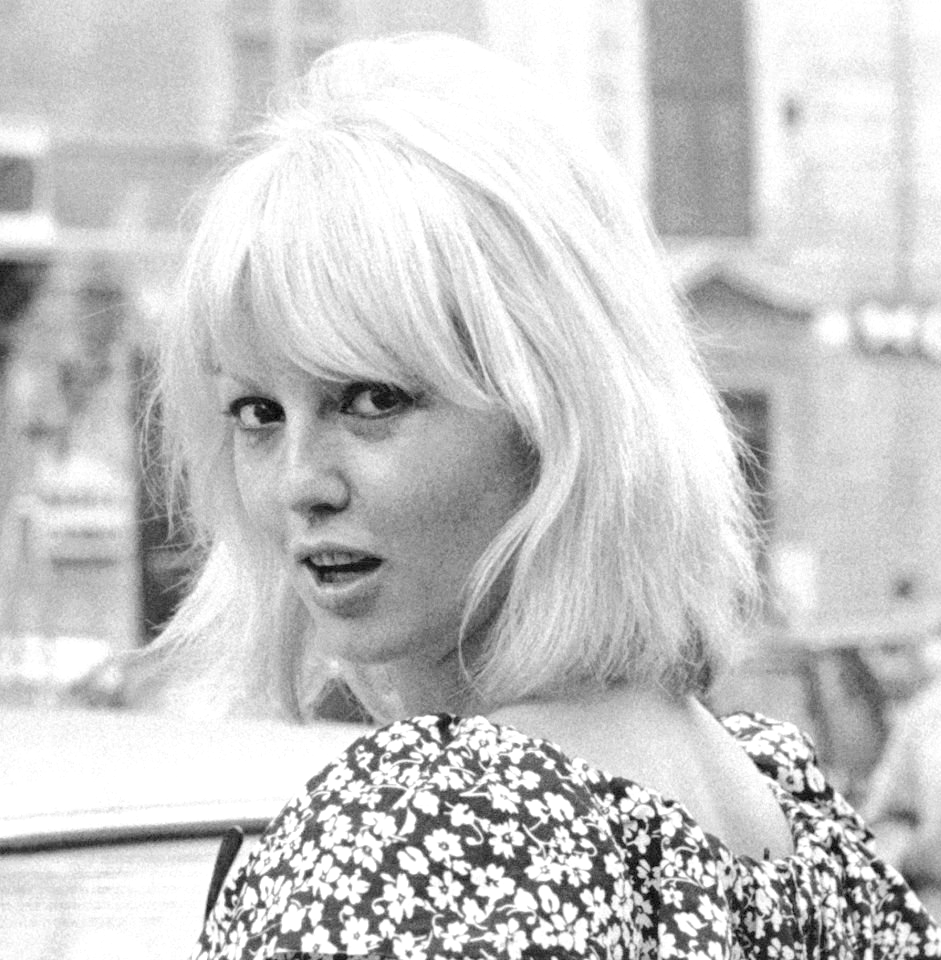
Mylène Demongeot en 1965 à Rome.

En 1966, lors du tournage pour la télévision d'un des épisodes des Dossiers de l'agence O, Mylène Demongeot fait la connaissance de Marc Simenon, réalisateur et fils de l'écrivain Georges Simenon. Elle l'épouse la même année, avec comme témoins l'illustre auteur Marcel Achard et son ami Henri Salvador. Pour se consacrer à lui, elle met sa carrière professionnelle au second plan, notamment pour le seconder dans ses productions. Dans leur maison de Porquerolles, ils recueillent de nombreux animaux. Mylène subit ensuite une période difficile, son époux, sujet à l'alcoolisme, traversant de sévères rechutes, malgré quelques rémissions.

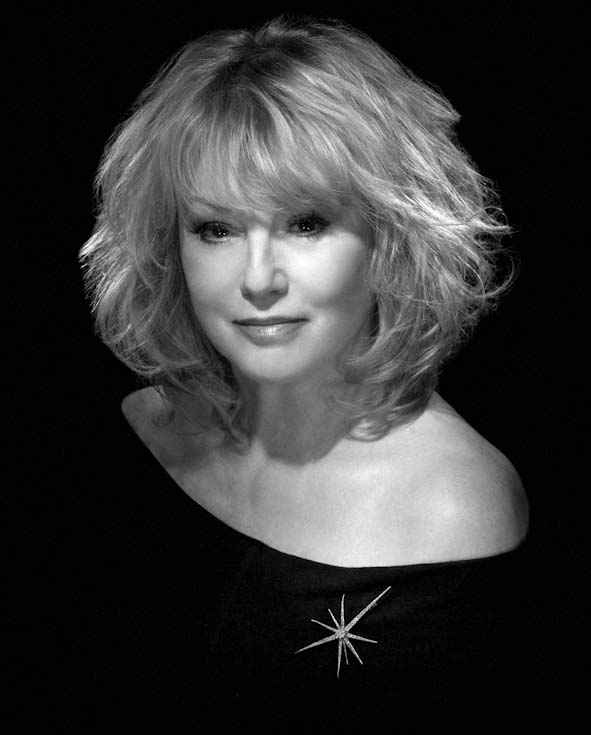
Mylène Demongeot prise en photo au studio Harcourt en 2008.

Marc Simenon meurt accidentellement le 24 octobre 1999, d'une grave chute dans un escalier de leur domicile. Mylène Demongeot partage son temps entre l'écriture et l'engagement pour différentes causes.
Le cinéma redécouvre sa dualité d'actrice à la fois populaire et avant-gardiste. Elle choisit de tourner tout autant avec un réalisateur spécialisé dans la comédie légère comme Michel Gérard qu'avec des auteurs-réalisateurs comme Bertrand Blier ou Cédric Kahn. Elle s'implique parfois dans des productions plus risquées comme La Piste du télégraphe de Liliane de Kermadec ou Victoire de Stéphanie Murat. Les décennies 2000 et 2010 continuent à lui offrir une grande diversité de rôles ; elle alterne ainsi longs métrages à succès comme 36 Quai des Orfèvres d'Olivier Marchal et la série des Camping de Fabien Onteniente, avec les films du réalisateur Hiner Saleem, lequel l’emploie successivement dans Les Toits de Paris (2007) et Si tu meurs, je te tue (2011).

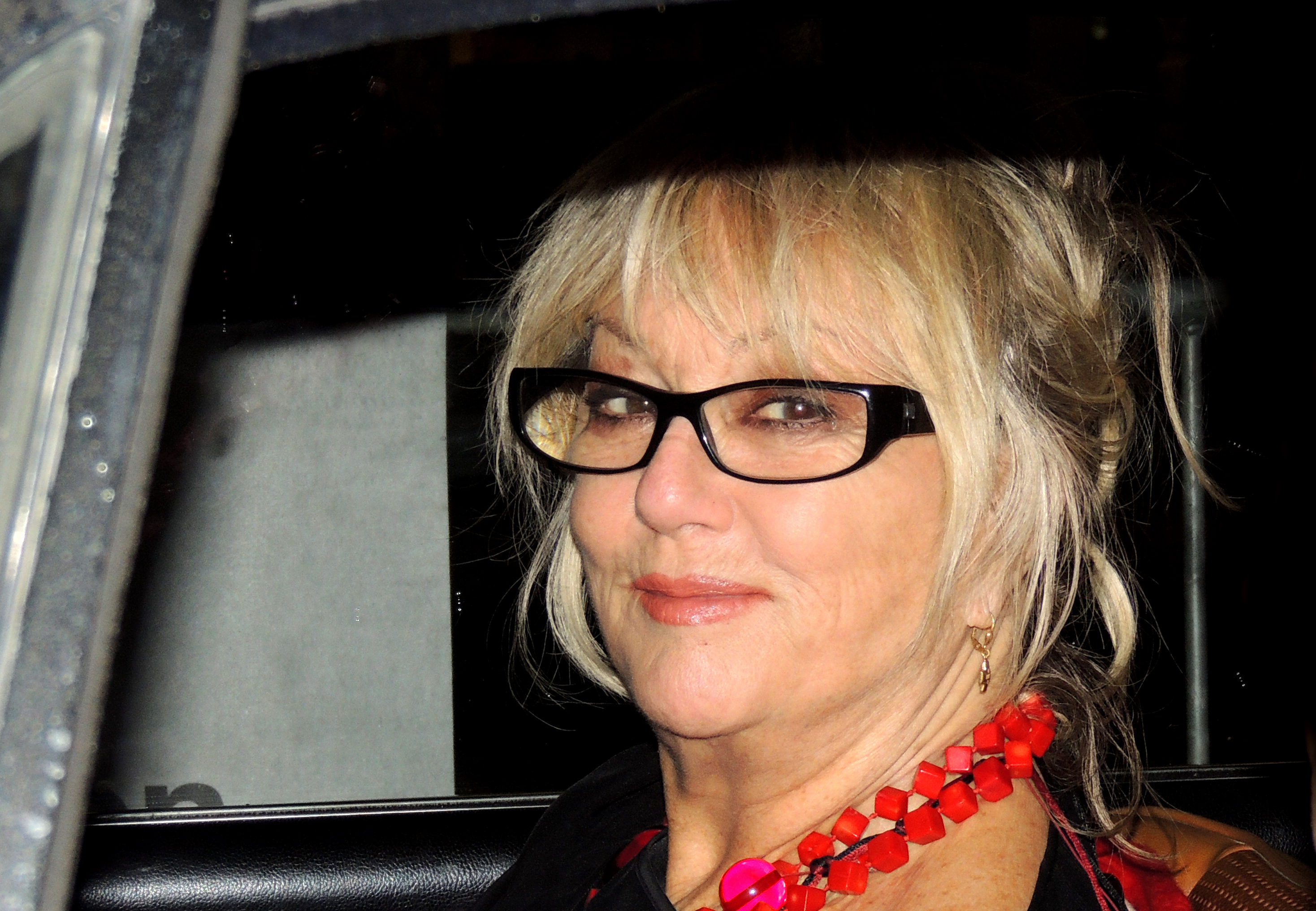
Mylène Demongeot en octobre 2013 à Waterloo.

Entre septembre 2013 et juin 2014 Mylène Demongeot participe régulièrement à l'émission radiophonique Les Grosses Têtes de Philippe Bouvard sur RTL.

### Vie privée

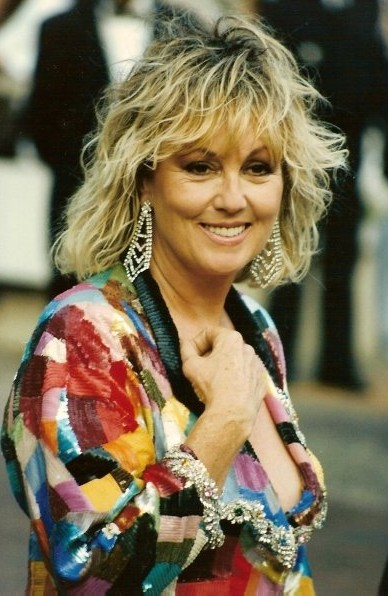
Mylène Demongeot au festival de Cannes 1990.

Mylène Demongeot connaît deux mariages, le premier en 1958 avec le photographe Henry Coste puis en 1968 avec le réalisateur Marc Simenon, lequel meurt en 1999.
Avec Marc Simenon, elle habite Poigny-la-Forêt dans les Yvelines jusqu'en 1981 ; ils achètent aussi la villa « Les Myriades » sur l'île de Porquerolles, dans le Var, tout en conservant un appartement à Paris.
Après la mort de son mari, elle vend la villa de Porquerolles (2009). Elle s'installe en Mayenne angevine en 2011, dans une longère de Châtelain, près de Château-Gontier et du Refuge de l'Arche. Le fondateur de ce parc animalier spécialisé dans l'accueil d'animaux saisis ou recueillis l'incite à venir dans cette région et il lui trouve sa maison, une ancienne ferme entourée d'un grand terrain avec un étang. L'actrice s'implique dans la vie du refuge et devient présidente d'honneur de l'association qui gère le site.

### Engagements
Mylène Demongeot se présente comme candidate aux élections régionales de 1992 en Provence-Alpes-Côte d'Azur sur la liste Énergie Sud de Bernard Tapie dans les Bouches-du-Rhône.
Elle s'engage en faveur de la cause animale, de la lutte contre la pollution et contre les mines anti-personnel ; elle est marraine fondatrice de l'ONG HAMAP-Humanitaire)
Elle est membre du comité d'honneur de l'Association pour le droit de mourir dans la dignité (ADMD).
L'actrice est victime pendant de longues années d'une escroquerie financière montée par son gestionnaire de comptes. Elle déclare avoir été volée d'une somme de deux millions d'euros, comme d'autres personnalités du cinéma telles qu'Isabelle Adjani, Alexandre Arcady, Monica Bellucci, Juliette Binoche, Olivier Martinez ou Samy Naceri. La justice s'est saisie du dossier en juin 2012,. Elle relate ces années de procédure dans le livre Très chers escrocs… (2019).

### Mort et obsèques
Mylène Demongeot meurt le 1er décembre 2022 en soins palliatifs à l’hôpital Cognacq-Jay (15e arrondissement de Paris) des suites d'un cancer du péritoine, à l'âge de 87 ans.
Ses obsèques ont lieu le 10 décembre 2022 au crématorium du cimetière du Père-Lachaise à Paris, en présence de plusieurs personnalités du monde du cinéma, dont Pierre Richard, Daniel Prévost et Dominique Besnehard. Les cendres de l'actrice sont dispersées à plusieurs endroits.

## Théâtre
- 1958 : Virage dangereux de John Boynton Priestley, mise en scène Raymond Rouleau, théâtre Édouard VII
- 1968 : Gugusse de Marcel Achard, mise en scène Michel Roux, théâtre de la Michodière (création)
- 1988 : Caviar ou lentilles, adaptation de Caviale e lenticchie de Giulio Scarnicci et Renzo Tarabusi, mise en scène Jacques Rosny, Spectacle 2000
- 1988 : Salomé d'Oscar Wilde, mise en scène Francis Sourbié, théâtre Mouffetard
- 1992 : Piège pour un homme seul de Robert Thomas, mise en scène Robert Thomas
- 1992 : Le Canard à l'orange de William Douglas-Home, mise en scène Pierre Mondy
- 1992 : Électre, mise en scène Raymond Gérôme
- 1992 : Un homme pressé de Bernard Chartreux, mise en scène de Jean-Pierre Vincent
- 2000 : Becket ou l'Honneur de Dieu de Jean Anouilh, mise en scène Didier Long
- 2017 : Love Letters de A. R. Gurney, mise en scène Stéphanie Fagadau, Comédie des Champs-Elysées

## Filmographie

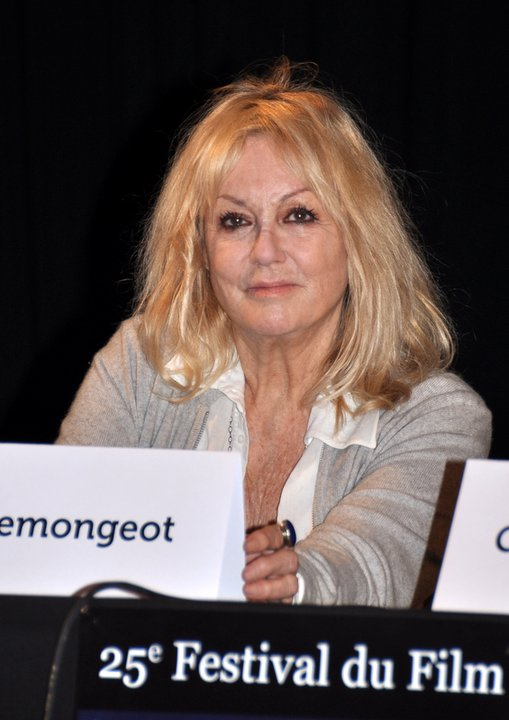
Mylène Demongeot en 2011 au festival du film de Cabourg.

### Cinéma
Années 1950
- 1953 : Les Enfants de l'amour de Léonide Moguy : Nicole
- 1955 : Frou-frou d'Augusto Genina : une convive au restaurant
- 1955 : Futures Vedettes de Marc Allégret : la fille qui vocalise
- 1956 : Papa, maman, ma femme et moi de Jean-Paul Le Chanois : la jeune femme qui ouvre la porte
- 1956 : Quand vient l'amour de Maurice Cloche : Micheline
- 1956 : It's a Wonderful World de Val Guest : Georgie
- 1957 : Les Sorcières de Salem de Raymond Rouleau : Abigail
- 1957 : Une manche et la belle d'Henri Verneuil : Éva Dollan
- 1958 : Bonjour tristesse d'Otto Preminger : Elsa
- 1958 : Sois belle et tais-toi de Marc Allégret : Virginie
- 1958 : Cette nuit-là (Un silence de mort) de Maurice Cazeneuve : Sylvie Mallet
- 1959 : Le vent se lève (Il vento si alza) d'Yves Ciampi : Catherine Mougins
- 1959 : Faibles Femmes de Michel Boisrond : Sabine
- 1959 : Entrée de service (Upstairs and Downstairs) de Ralph Thomas : Ingrid
- 1959 : La Bataille de Marathon (La battaglia di Maratona) de Jacques Tourneur : Andromède
- 1959 : Les Garçons (La notte brava) de Mauro Bolognini : Laura

Années 1960
- 1960 : Sous dix drapeaux (Sotto dieci bandiere) de Duilio Coletti : Zizi
- 1960 : L'Inassouvie (Un amore a Roma) de Dino Risi : Anna Padoan
- 1961 : Le Cavalier noir (The Singer Not the Song) de Roy Ward Baker : Locha
- 1961 : L'Enlèvement des Sabines (Il ratto delle Sabine) de Richard Pottier : Réa
- 1961 : Les Trois Mousquetaires, en deux époques, Les Ferrets de la reine et La Revanche de Milady de Bernard Borderie : Milady de Winter
- 1962 : Copacabana Palace de Steno : Zina von Raunacher
- 1962 : Les Don Juan de la Côte d'Azur (I Don Giovanni della Costa Azzurra) de Vittorio Sala
- 1963 : À cause, à cause d'une femme de Michel Deville : Lisette
- 1963 : Docteur en détresse (Doctor in Distress) de Ralph Thomas : Sonia et Helga
- 1963 : L'Appartement des filles de Michel Deville : Mélanie
- 1963 : L'Or des Césars (Oro per i Cesari) d'André de Toth : Pénélope
- 1964 : Cherchez l'idole de Michel Boisrond : elle-même
- 1964 : Fantomas d'André Hunebelle : Hélène
- 1965 : La Case de l'oncle Tom (Onkel Toms Hütte) de Géza von Radványi : Harriet Beecher Stowe
- 1965 : Fantomas se déchaîne d'André Hunebelle : Hélène
- 1965 : Furia à Bahia pour OSS 117, d'André Hunebelle : Anna-Maria Sulza
- 1966 : Comment séduire un play-boy en l'an 2000 (Bel Ami 2000 oder Wie verführt man einen Playboy?) de Michael Pfleghar
- 1966 : Tendre Voyou de Jean Becker : Muriel
- 1967 : Fantomas contre Scotland Yard d'André Hunebelle : Hélène
- 1968 : Une cigarette pour un ingénu de Gilles Grangier (film inachevé)
- 1968 : La Marine en folie (The Private Navy of Sgt. O'Farrell) de Frank Tashlin : Gaby
- 1969 : 12 + 1 (Una su 13) de Nicolas Gessner et Luciano Lucignani : Judy

Années 1970
- 1970 : Le Champignon (L'assassin frappe à l'aube) de Marc Simenon : Anne
- 1971 : L'Explosion de Marc Simenon : Katia
- 1972 : Montréal blues de Pascal Gélinas
- 1972 : Quelques arpents de neige de Denis Héroux : Laura
- 1973 : Quand c'est parti, c'est parti (J'ai mon voyage !) de Denis Héroux : Madame De Chatiez
- 1974 : Les Noces de porcelaine de Roger Coggio : Julia
- 1974 : Par le sang des autres de Marc Simenon : la prostituée
- 1975 : Il faut vivre dangereusement de Claude Makovski : Laurence
- 1977 : La Moto qui tue (L'Échappatoire) de Claude Patin : Élisabeth
- 1979 : Un jour un tueur (inédit en salles)[19] de Serge Korber : Cécile Pallas

Années 1980
- 1981 : Signé Furax de Marc Simenon : Malvina
- 1983 : Surprise Party de Roger Vadim : Geneviève Lambert
- 1983 : Le Bâtard de Bertrand Van Effenterre : Brigitte
- 1983 : Flics de choc de Jean-Pierre Desagnat : « la maîtresse »
- 1984 : Retenez-moi... ou je fais un malheur ! de Michel Gérard : la femme sur le banc
- 1986 : Paulette, la pauvre petite milliardaire de Claude Confortès : Madame Gulderbilt
- 1986 : Tenue de soirée de Bertrand Blier : la femme du couple au lit
- 1988 : Béruchet dit la Boulie de Béruchet : non créditée

Années 1990
- 1994 : La Piste du télégraphe de Liliane de Kermadec : Muriel
- 1997 : L'Homme idéal de Xavier Gélin : Guillemette
- 1998 : Nous sommes tous des gagnants, court métrage de Claude Dray

Années 2000
- 2004 : Feux rouges de Cédric Kahn : voix au téléphone (directrice de la colonie de vacances)
- 2004 : Victoire de Stéphanie Murat : la mère
- 2004 : 36 quai des Orfèvres d'Olivier Marchal : Manou Berliner
- 2005 : Tokyo Tower de Takashi Minamoto
- 2006 : Camping de Fabien Onteniente : Laurette Pic
- 2006 : La Californie de Jacques Fieschi : Katia
- 2007 : Les Toits de Paris d'Hiner Saleem : Thérèse
- 2009 : Tricheuse (Une famille clef en mains) de Jean-François Davy : Madame Vallardin
- 2009 : Oscar et la Dame rose d'Éric-Emmanuel Schmitt : Lilly

Années 2010
- 2010 : Camping 2 de Fabien Onteniente : Laurette Pic
- 2010 : Maman !, court métrage d'Hélène de Fougerolles : la mère
- 2011 : Si tu meurs, je te tue d'Hiner Saleem : Geneviève
- 2013 : Elle s'en va d'Emmanuelle Bercot : Fanfan
- 2016 : Camping 3 de Fabien Onteniente : Laurette Pic
- 2017 : Sage Femme de Martin Provost : Rolande

Années 2020
- 2022 : Maison de retraite de Thomas Gilou : Simone Tournier

### Télévision
- 1968 : Les Dossiers de l'agence O de Marc Simenon, épisode La Cage d'Émile : Myle Holga
- 1977 : Recherche dans l'intérêt des familles, série télévisée de Philippe Arnal, épisode Fausse manœuvre : Alcine Briant
- 1978 : Douze heures pour mourir, téléfilm d'Abder Isker : Germaine
- 1980 : Kick, Raoul, la Moto, les Jeunes et les Autres, mini-série de Marc Simenon : Martine
- 1982 : Marion, mini-série (6 épisodes) de Jean Pignol : Marion Tréguier
- 1984 : Série noire : J'ai bien l'honneur de Jacques Rouffio
- 1988 : La Diva et le Professeur, téléfilm de Steno : Fernande
- 1992 : Vacances au purgatoire, téléfilm de Marc Simenon : Mathilde
- 1995 : Chien et Chat, série télévisée de Philippe Galland et Marc Simenon, épisode La Faute : Annabelle Montbrial, la directrice d'agence de rencontres
- 2005 : La Tête haute, téléfilm de Gérard Jourd'hui : La Tine
- 2005 : Le Fantôme du lac, téléfilm de Philippe Niang : Louise Perreau
- 2013 : La Balade de Lucie, téléfilm de Sandrine Ray : la mère de Lucie
- 2013 : Les Mauvaises Têtes, téléfilm de Pierre Isoard : Virginie
- 2014 : Des roses en hiver, téléfilm de Lorenzo Gabriele : Madeleine
- 2015 : No Limit, saison 3 de la série de Frédéric Berthe : la mère de Vincent
- 2016 : Trois mariages et un coup de foudre[20],[21], téléfilm de Gilles de Maistre : Mamita
- 2017 : Caïn, série, épisode Paradis perdu (saison 5)[22] : Jacqueline Benedetti
- 2019 : Infidèle de Didier Le Pêcheur : Giulia
- 2019 : À l'intérieur de Vincent Lannoo : Rose Da Costa
- 2020 : Capitaine Marleau, épisode Deux vies de Josée Dayan : Louise Lemaire
- 2021 : Fantômas démasqué, documentaire de Dimitri Kourtchine - Témoignage
- 2024 : Une maison, un artiste : Chandoiseau, le nid secret de Mylène Demongeot, documentaire de Dominique Thiery - Témoignage

## Publications

### Autobiographies
- Tiroirs secrets, Paris, Éditions Le Pré aux clercs, 2001, 324 p. (ISBN 978-2-84228-131-1)
- Mémoires de cinéma : une vie et des films (préf. Jacques Fieschi), Paris, Éditions Hors collection, 2011, 256 p. (ISBN 978-2-258-09002-6, présentation en ligne)Suite de son autobiographie Tiroirs secrets (de ses débuts jusqu'à 1968) — Sa vie et ses films depuis son union avec Marc Simenon jusqu'à nos jours.
- L'Amour fou, Paris, Éditions Michel Lafon, 2019, 183 p. (ISBN 978-2-7499-3484-6, présentation en ligne)

### Récits et essais
- Les Lilas de Kharkov, Paris, Éditions Hachette, 1990, 286 p. (ISBN 978-2-01-016628-0, présentation en ligne)Biographie de sa mère[2]. Réédition par les Éditions Blanc, 1998  (ISBN 9782843970320). Réédition par les Éditions Pygmalion/Flammarion, 2009  (ISBN 9782756403014). 
  - Mylène Demongeot (scénario), Catel (dessin) et Bouilhac (dessin) (pour lecteurs à partir de 16 ans), Adieu Kharkov, t. 1 (BD), Charleroi, Dupuis, coll. « Aire Libre », 2015, 232 p., relié, couverture cartonnée (ISBN 978-2-8001-6287-4, présentation en ligne)Adaptation BD du récit Les Lilas de Kharkov.
- Animale(ment Vôtre), Paris, Éditions Le Pré aux clercs, 2005, 320 p. (ISBN 978-2-84228-219-6)
- Avec Isabelle Sokolow, Le Piège, l'alcool n'est pas innocent, Paris, Éditions Flammarion, coll. « Documents et Essais », 2008, 223 p., broché, 13,5 × 22 × 1,6 cm (ISBN 978-2-08-121404-0, présentation en ligne)
- Les Animaux de ma vie (préf. Boris Cyrulnik, ill. Catel Muller dite « Catel »), Paris, Éditions Flammarion, 2009, 266 p., relié, 17,8 × 21,9 × 2,4 cm (ISBN 978-2-08-122925-9, présentation en ligne)
- Mes monstres sacrés (préf. Dominique Besnehard), Paris, Éditions Flammarion, coll. « Documents et Essais », 2015, 256 p. (ISBN 978-2-08-134474-7, présentation en ligne)
- La vie, c'est génial ! : Vieillir sans oublier d'être heureux, Paris, L'Archipel, coll. « Arts et spectacle », 2018, 236 p. (ISBN 978-2-84228-131-1 et 978-2-8098-2413-1)
- Très chers escrocs…, L'Archipel, 2019  (ISBN 9782809826951)

### Préfaces
- Gérard Desserre et Nicolas Schmidt, Le Cinéma du sam'di soir, Condé-sur-Noireau, Éditions Charles Corlet, 2000, 264 p., 170 x 240 (ISBN 978-2-85480-993-0, présentation en ligne)no 95 de la collection « Cinémaction ».
- Marc Lemonier, Sur la piste de Fantômas, Paris, Presses de la Cité, 2005, 127 p. (ISBN 978-2-258-06852-0)

## Distinctions

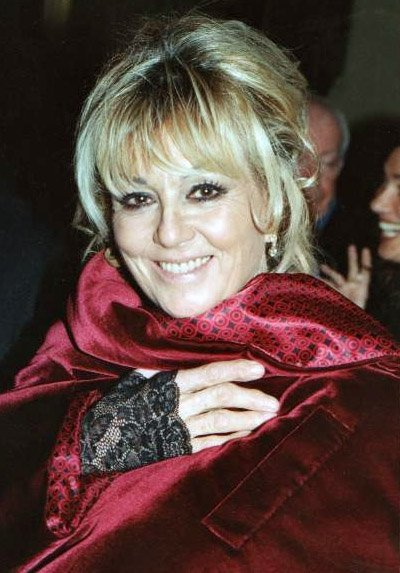
À la cérémonie des Césars 2005.

### Décorations
- Chevalier de la Légion d'honneur (2017)[23]

- Commandeur de l'ordre des Arts et des Lettres (2006)[24]

### Récompenses
- Festival international du film de Karlovy Vary 1957 : meilleure interprète pour Les Sorcières de Salem
- Prix Reconnaissance des cinéphiles 1994 décerné pour l'ensemble de sa carrière par l'association « Souvenance de cinéphiles » de Puget-Théniers (Alpes-Maritimes)

### Nominations
- BAFTA 1958 : meilleur nouveau venu au cinéma pour Les Sorcières de Salem[25]
- César 2005 : meilleure actrice dans un second rôle dans 36 Quai des Orfèvres[26]
- César 2007 : meilleure actrice dans un second rôle dans La Californie[26]

#### Autres liens
- Mylène Demongeot chez Artmédia
- Vidéo : Mylène Demongeot s'exprime sur sa carrière en 1971, une archive de la Télévision suisse romande